# Йозеф Бюлер
Йозеф Бюлер (нім. Josef Bühler; 16 лютого 1904, Бад-Вальдзе, Німеччина — 22 серпня 1948, Краків, Польща) — нацистський військовий злочинець, секретар і заступник генерал-губернатора Ганса Франка.

## Ранні роки
Бюлер народився в католицькій сім'ї, що мала 12 дітей. Його батько був пекар. Після отримання ступеня з юриспруденції він приступив до роботи під керівництвом Ганса Франка, юридичного радника Адольфа Гітлера і НСДАП і депутата рейхстагу.

## Нацистська кар'єра
У 1933 році Ганс Франк отримав посаду міністра юстиції Баварії. Згідно з власними свідченнями на Нюрнберзькому процесі, Бюлер 1 квітня 1933 року став членом НСДАП і був призначений суддею мюнхенського суду. У 1935 році він став головним прокурором округу.
У 1938 році Ганс Франк, будучи рейхсміністром без портфеля, призначив його главою своєї канцелярії. Після вторгнення нацистської Німеччини на Польщу у вересні 1939 року Франк став генерал-губернатором окупованої польської території. Бюлер супроводжував його до Кракова, де зайняв посаду державного секретаря генерал-губернаторства, також виконуючи обов'язки заступника Франка. Він отримав почесний чин бригадефюрер СС від рейхсфюрера СС Генріха Гіммлера.
Бюлер був присутній на конференції у Ванзе 20 січня 1942 року як представник генерал-губернаторства. В ході конференції, на якій обговорювалося питання про остаточне рішення «єврейського питання у сфері німецького впливу в Європі», Бюлер заявив іншим учасникам конференції про важливість «якомога швидшого вирішення єврейського питання в генерал-губернаторстві».

## Після війни
Після війни Бюлер дав свідчення від імені Франка на Нюрнберзькому трибуналі. Потім він був екстрадований в Польщу і постав перед Верховним національним трибуналом Польщі за злочини, скоєні проти людства, 10 липня 1948 року був засуджений до страти і конфіскації майна. Був страчений у Кракові. Польська влада оголосили про його страту 22 серпня; на наступний день повідомлення про це з'явилося в газеті «New York Times».

## Вплив на культуру
Бюлер є одним з головних персонажів роману на тему альтернативної історії «Фатерланду» Роберта Гарріса. За сюжетом роману нацистська Німеччина здобула перемогу над Радянським Союзом в ході Другої світової війни, в результаті чого Бюлер продовжив службу в генерал-губернаторстві до 1951 року та після поранення, отриманого в ході замаху польських підпільників, залишив службу. У квітні 1964 року Бюлер був усунутий руками Оділо Глобочника при спробі приховати всі сліди «остаточного вирішення єврейського питання» перед візитом до Німеччини президента Кеннеді. Тіло Бюлера було знайдено в озері Гавель головним героєм Ксавьєром Маршем, що спонукало його почати власне розслідування.
У фільмі 2001 року «Змова» каналу HBO про конференції в Ванзеє роль Бюлера виконав британський актор Бен Деніелс.